# Heinz-Erich Gödecke

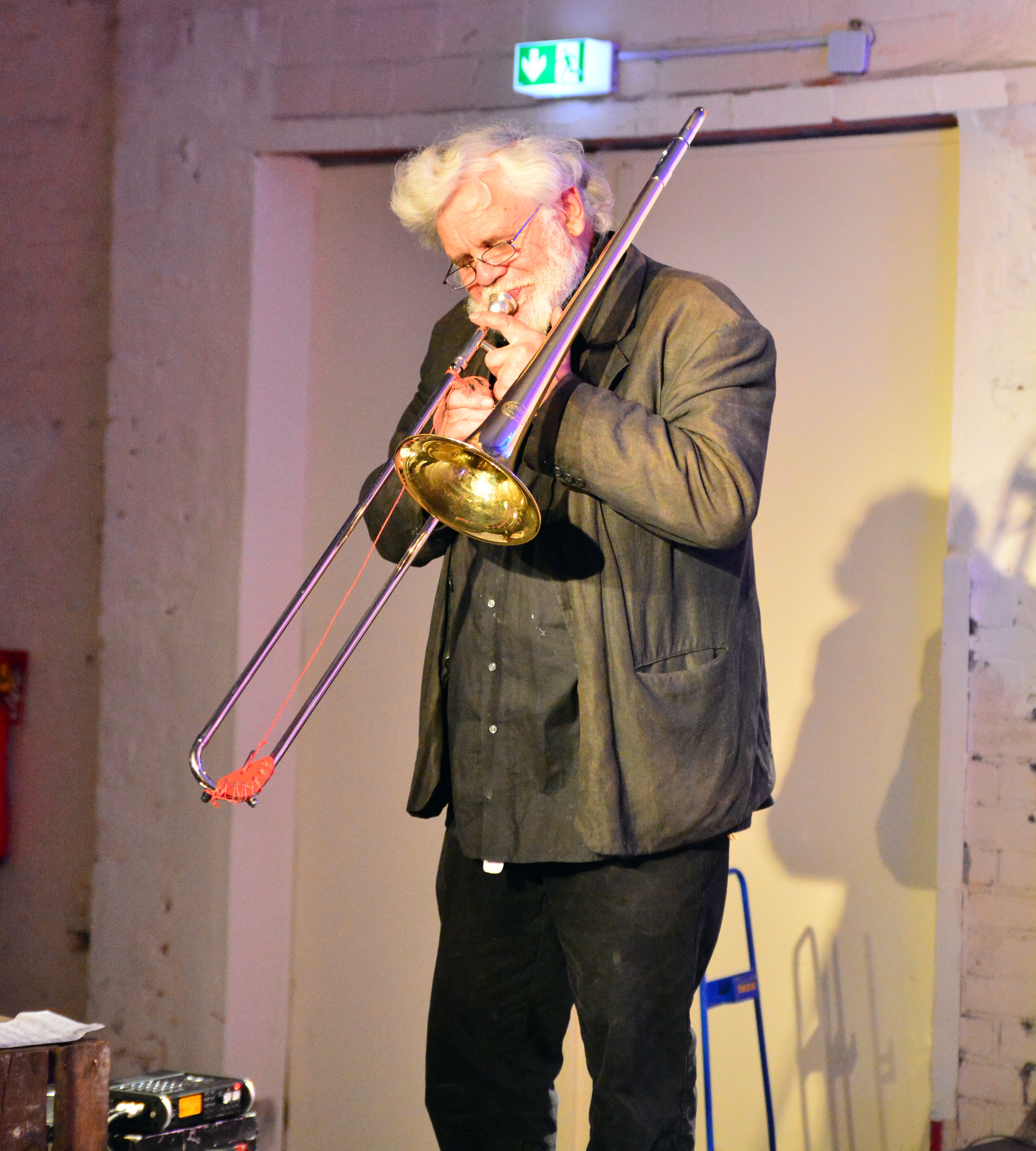
Heinz-Erich Gödecke im Kranhaus Elmshorn 2015

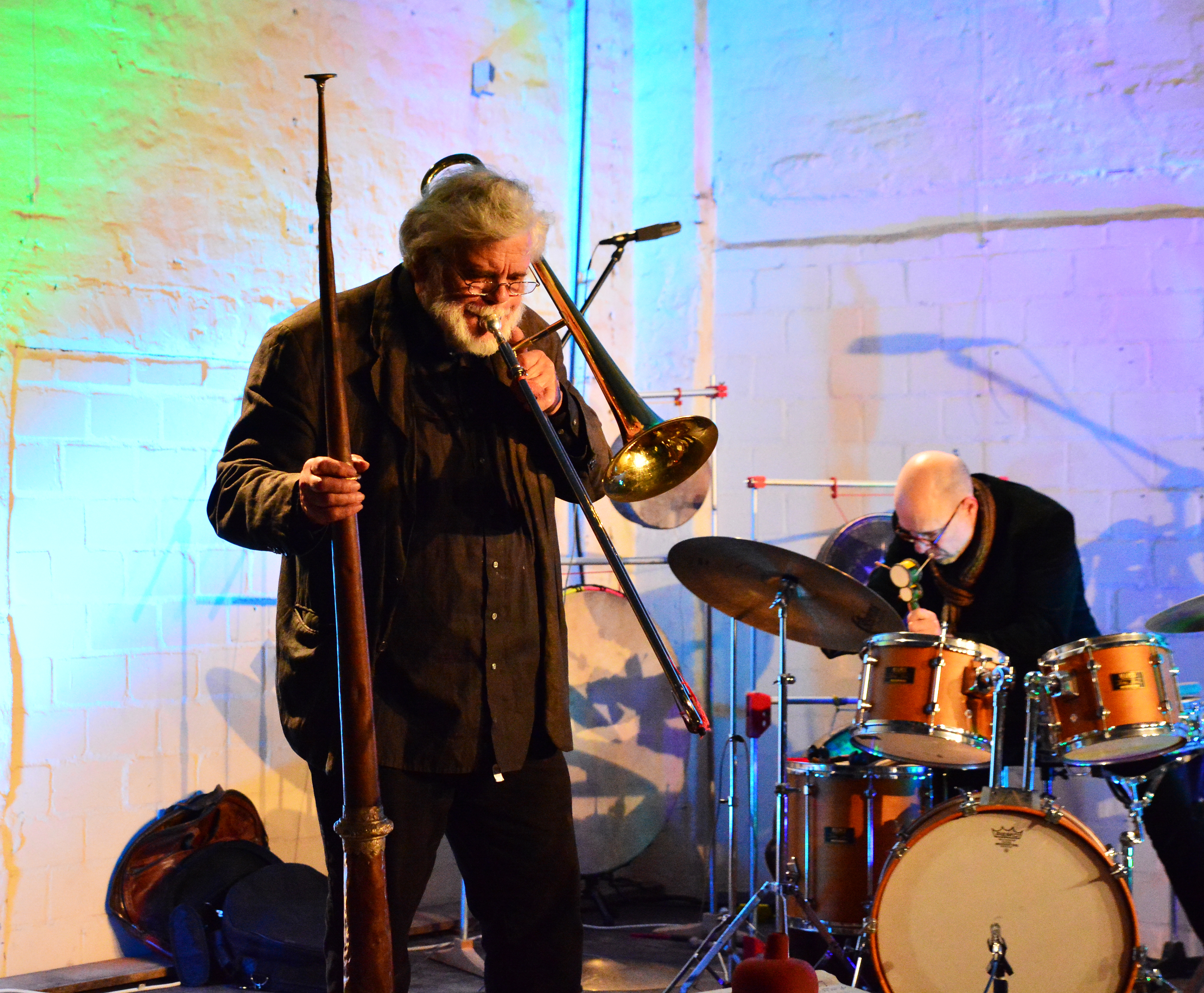
Altona Art Duo (Heinz-Erich Gödecke, Posaune und Björn Lücker, Schlagzeug) im Kranhaus Elmshorn 2015

Heinz-Erich Gödecke (* 1944) ist ein deutscher Jazz- und Improvisationsmusiker (Posaune, auch Didgeridoo, tibetische Hörner, Komposition), der sich auch als Bildender Künstler betätigt.

## Leben und Wirken
Gödecke, der im Hauptberuf als Ingenieur tätig war, arbeitete daneben in der Hamburger Avantgarde-Szene; nach Tom Lord war er im Bereich des Jazz zwischen 1988 und 1999 an acht Aufnahmesessions beteiligt, mit dem Cecil Taylor Workshop Ensemble (Legba Crossing), Anthony Braxtons Creative Music Ensemble (Ton Art Hamburg, 1991), mit Vladamir Rezitsky und dessen Jazz Group Arkhangelsk, dem Moscow Composers Orchestra (Life at City Garden, 1994) und 1999 im NDR-Studio mit Evan Parker/TonArt Ensemble. In den 1990er-Jahren tourte er u. a. in Armenien, Russland und in China. In diesem Rahmen wirkte er am Projekt Polyphony of the World des russischen Komponisten Alexander Bakshi mit, das anlässlich der Theater-Olympiade 2001 in Moskau uraufgeführt wurde. 2007 war er mit einer Installation im National Center of Contemporary Arts, Moscow Teilnehmer der Second Moscow Biennale of Contemporary Art.
Gödecke war Vorsitzender des Jazzbüros Hamburg. Als Autor beschäftigte er sich u. a. mit armenischer Musik. Ferner war er als Studiomusiker bei der Produktion von Hörspielen der ARD tätig. Gödecke lebt in Gribow/Vorpommern und Hamburg. Seit 2017 spielt Gödecke im Kollektiv „N“, einem Ensemble dem Susanne Wegener, Theo Jörgensmann, Willi Kellers, Akira Ando, Jens Tolksdorf und Peter Ortmann angehören. Auch trat er (2018) im Duo mit Vladimir Tarasov auf.

## Diskographische Hinweise
- Eisenrot – Eisenrot (Blue Pearls Music, 2008, mit Björn Lücker, Philipp Steen, Dirk Achim Dhonau, John Hughes, Christophe Schweizer)